# Spherillo bocki
Spherillo bocki là một loài chân đều trong họ Armadillidae. Loài này được Verhoeff miêu tả khoa học năm 1938.